# Astragalus humistratus
Astragalus humistratus är en ärtväxtart som beskrevs av Asa Gray. Astragalus humistratus ingår i släktet vedlar, och familjen ärtväxter.

## Underarter
Arten delas in i följande underarter:
- A. h. crispulus
- A. h. hosackiae
- A. h. humistratus
- A. h. humivagans
- A. h. sonorae
- A. h. tenerrimus